# 曽聖光
曽聖光（そう せいこう、中:曾聖光、1997年9月12日 - 2022年11月2日）は、台湾の退役軍人。ロシアによるウクライナ侵攻の最中ウクライナ領土防衛部隊外国人軍団に志願をし、同年11月2日に戦死した最初の東アジア人兵士である。

## 経歴
1997年、東台湾の花蓮県にある台湾先住民族のサキザヤ族の家に誕生。 両親はベリーズに移住したが離婚し、母親が彼を台湾に呼び戻した。台湾に戻ると、英語、スペイン語、アミ族、台湾標準語を学び、地元の高校を代表して英語大会に参加し、準優勝を獲得した。

### ウクライナ侵攻による戦死
2022年11月2日、ウクライナ東部での戦闘中に負傷し、出血多量の為死去。25歳没。国会議員のインナ・ソブスン元ウクライナ教育・科学相は「曽さんの勇気と犠牲を忘れない」と語った。 

### 家族
彼には1人の息子と妻の家族がおり、彼の訃報が分かったその後は桃園で働いている。